# Радослав Сікора
Радослав Рафал Сікора (пол. Radosław Rafał Sikora; нар. 1975) — польський військовий історик, доктор історії (у 2010 р. захистив дисертацію про тактику бою, озброєння та оснащення гусарів у 1576—1710 рр.).
Працює викладачем в Академії військово-морських сил у Гдині (Польща).

## Праці

### Оригінали
Автор численних публікацій із сучасної та військової історії, серед них 7 книг присвячених історії гусарів, зокрема:
- Гусари під Віднем 1683 (пол. Husaria pod Wiedniem 1683i), Видавничий інститут ERICA, Варшава 2012
- Незвичайні битви і гусарські атаки (пол. Niezwykłe bitwy i szarże husarii), Видавничий інститут ERICA, Варшава 2012
- Клушин 1610 (пол. Kłuszyn 1610), Видавничий інститут ERICA, Варшава 2010
- З історії польських крилатих гусарів (пол. Z dziejów husarii), Видавничий інститут ERICA, Варшава 2010
- Польська військова справа в епоху польсько-шведської війни 1626—1629. Криза держави (пол. Wojskowość polska w dobie wojny polsko-szwedzkiej 1626-1629. Kryzys mocarstwa), Sorus, Познань 2005.

### Українські переклади
- Сікора, Радослав. З історії польських крилатих гусарів. — К. : Дух і літера, 2012. — ISBN 978-966-378-260-7.
- Сікора, Радослав. Крилаті гусари Яна Собеського. — К. : Дух і літера, 2013. — ISBN 978-966-378-311-6.

Обидві книги отримали звання «Книжка року'2013» в рейтингу Буквоїд.